# Öringesjön
Öringesjön är en sjö i Nacka kommun och Tyresö kommun i Södermanland som ingår i Norrström-Tyresåns kustområde. Sjön är 7,5 meter djup, har en yta på 0,35 kvadratkilometer och befinner sig 24,2 meter över havet.
Det är en mycket grund sjö (medeldjup ca 2 meter) och mycket näringsrik. Öringesjön har inget stort tillrinningsområde och påverkas därför starkt av dagvatten från bostadsområdens på dess södra sida, Öringe och Rotvik.
Sjön är en av Södertörns rikaste vad gäller arter av vattenväxter - 29 stycken. Flera av dem är sällsynta och finns med på den nationella rödlistan. Sjön är populär för bad och fiske. Abborre, gädda och mört är några av de fiskarter som förekommer. 

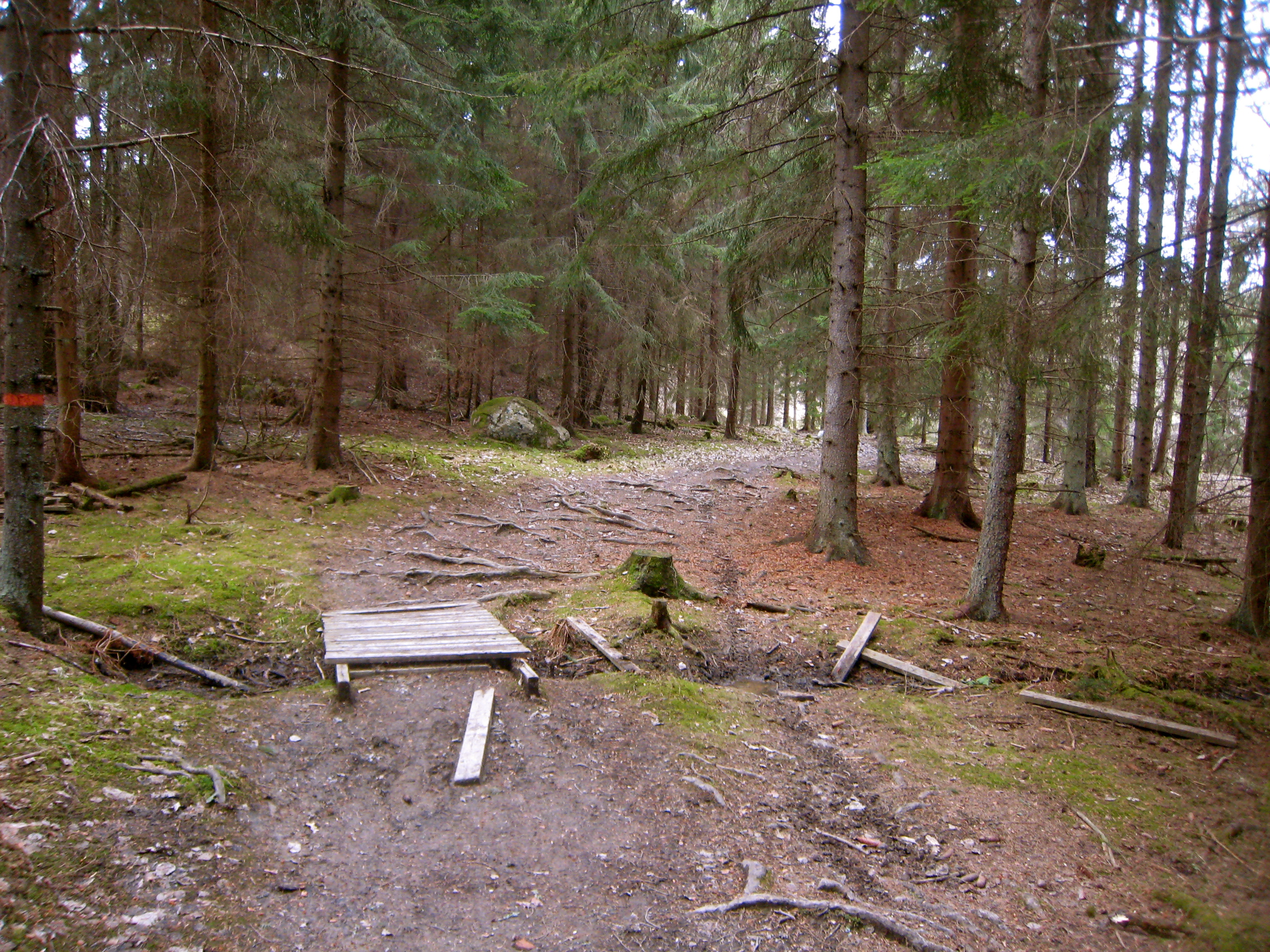
Sörmlandsleden vid sjön.
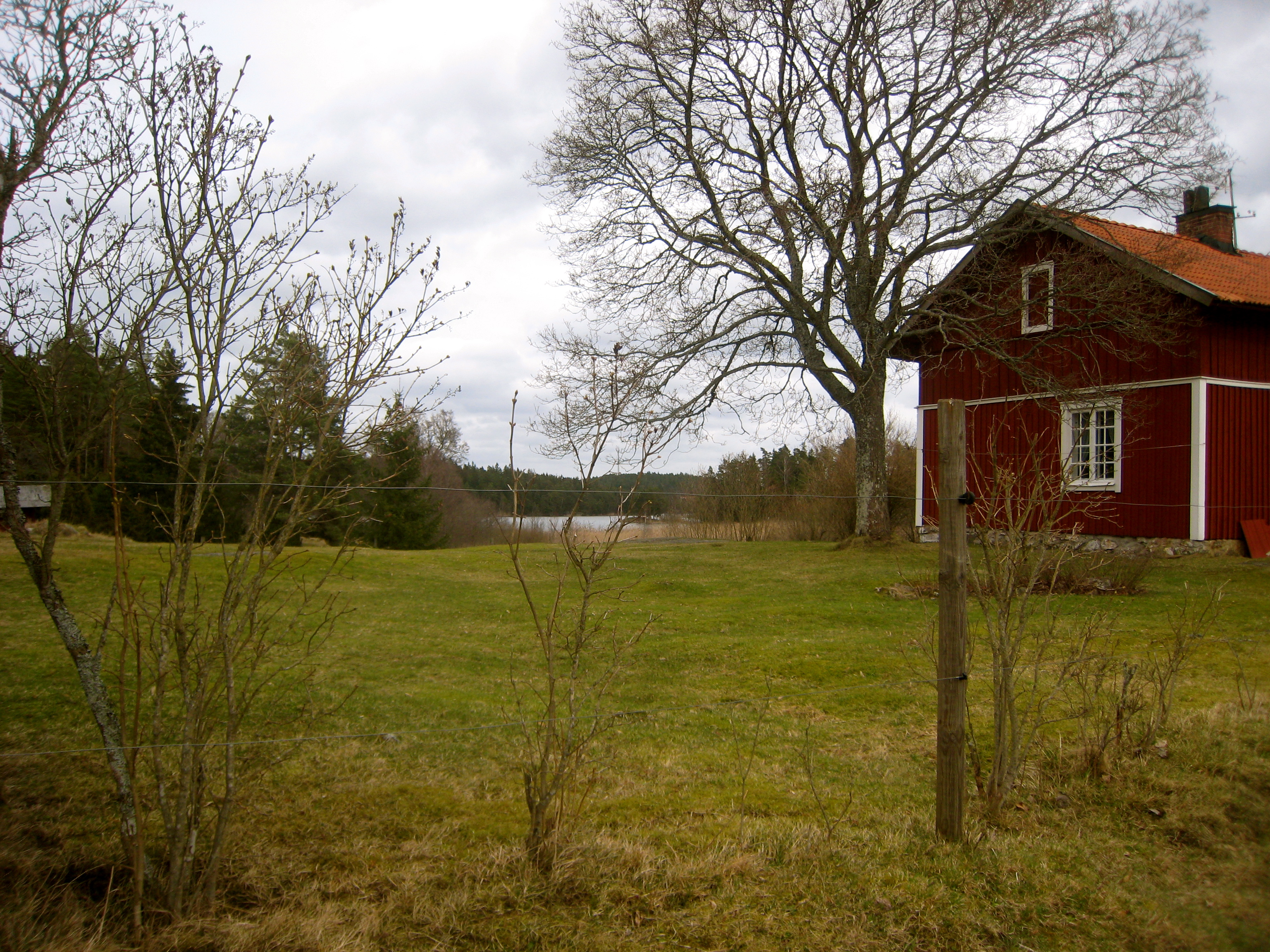
Skomakartorpet vid norra stranden.

## Delavrinningsområde
Öringesjön ingår i delavrinningsområde (656989-164602) som SMHI kallar för Rinner mot Erstaviken. Medelhöjden är 30 meter över havet och ytan är 9,52 kvadratkilometer. Det finns inga avrinningsområden uppströms utan avrinningsområdet är högsta punkten. Avrinningsområdets utflöde mynnar i havet, utan att ha någon enskild mynningsplats. Avrinningsområdet består mestadels av skog (51 procent). Avrinningsområdet har 0,78 kvadratkilometer vattenytor vilket ger det en sjöprocent på 3,9 procent. Bebyggelsen i området täcker en yta av 6,35 kvadratkilometer eller 31 procent av avrinningsområdet.